# Герцог Суэка

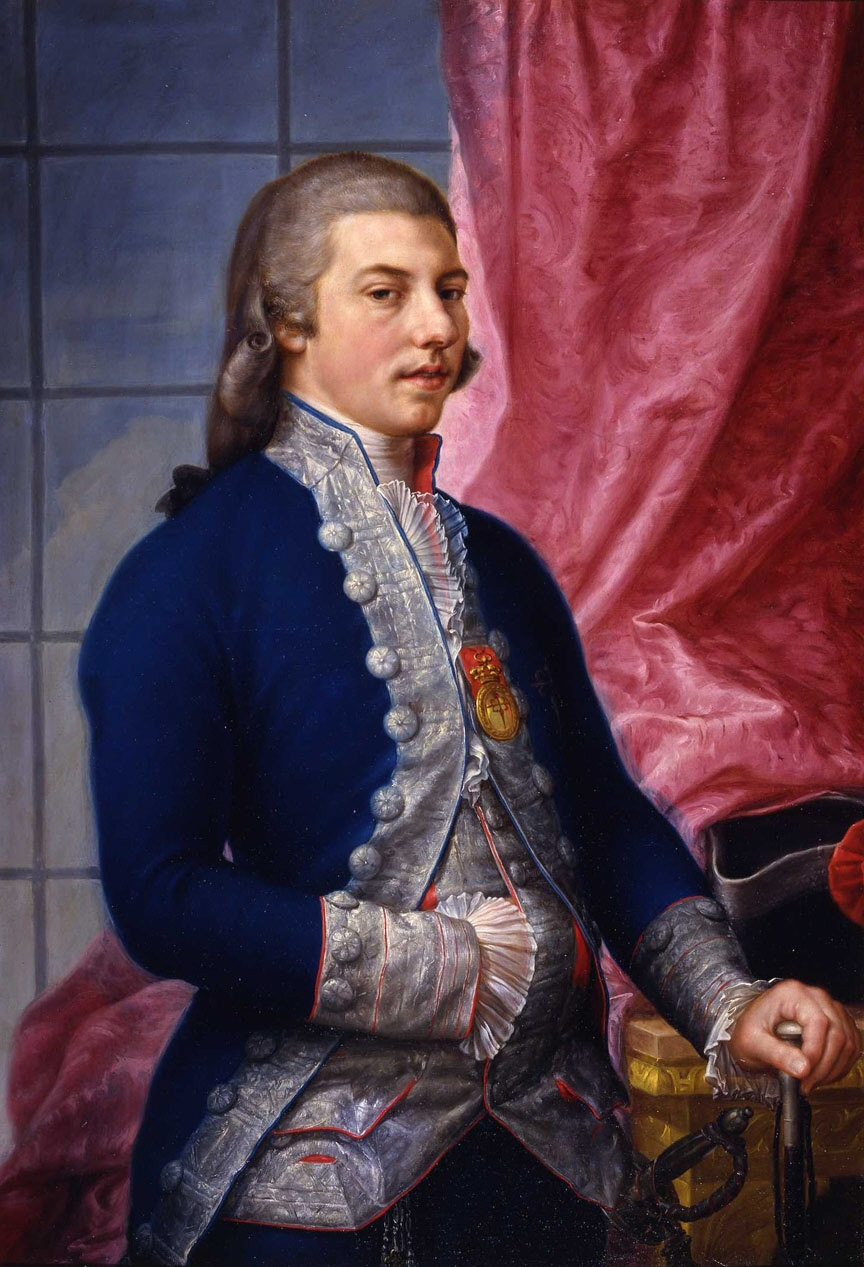
Мануэль Годой, 1-й герцог де ла Алькудия, герцог де Суэка, барон де Маскальбо, принц де ла Пас, принц де Басано и граф де Эворамонте (1767—1851).

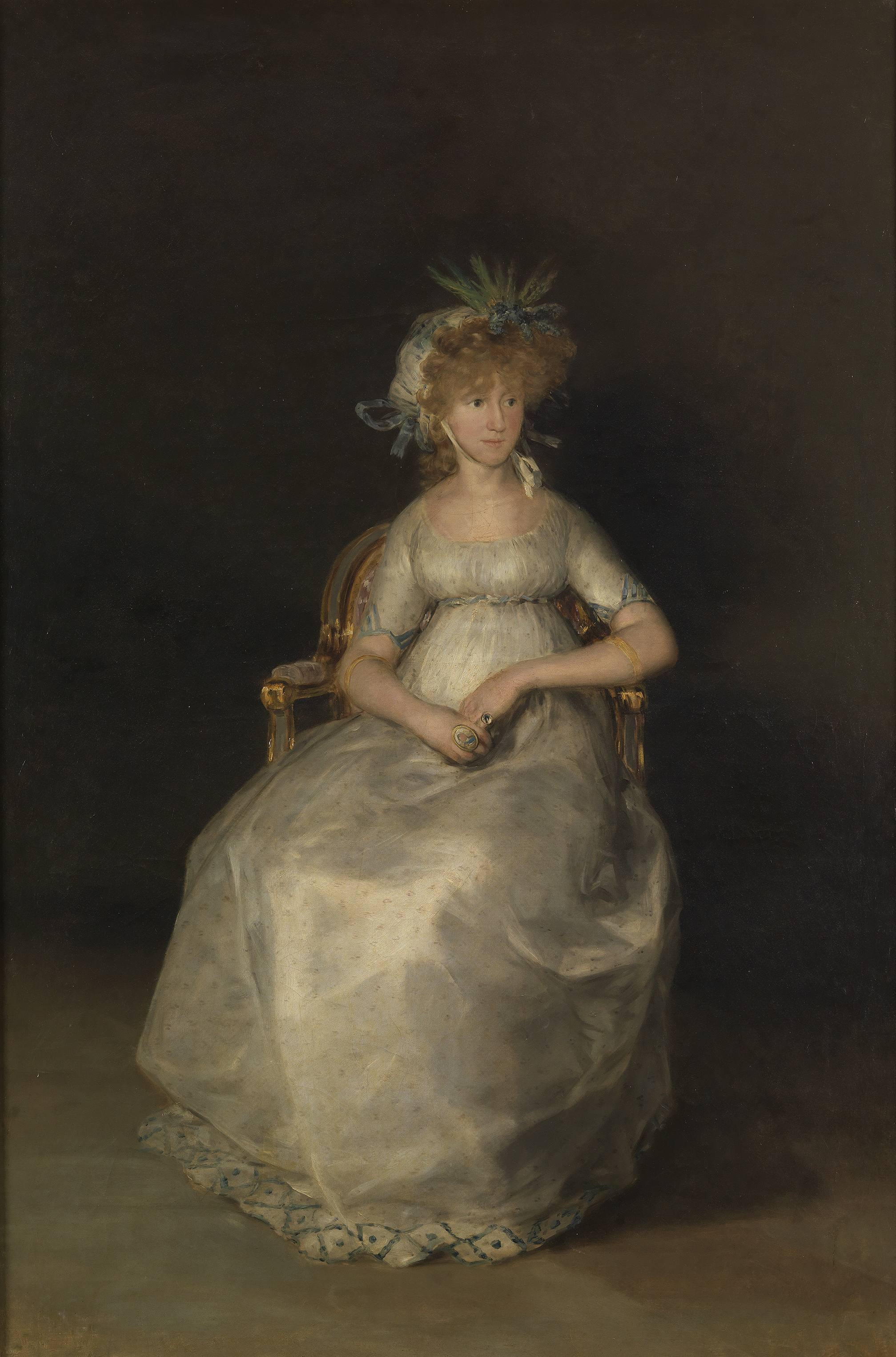
Мария Тереса де Бурбон-и-Вальябрига (1779—1828), графиня де Чинчон, маркиза де Боадилья дель Монте, первая жена Мануэля Годоя, портрет Франсиско Гойи. Музей Прадо (Мадрид).

Герцог де Суэка (исп. Duque de Sueca) — испанский аристократический титул, созданный королем Карлом IV 8 марта 1804 года для своего премьер-министра Мануэля де Годоя-и-Альварес-Фариа (1767—1851), который еще в 1792 году получил титул герцога де Алькудия.
Название герцогского титула происходит от названия города Суэка в провинции Валенсия (автономное сообщество Валенсия, Испания).
Кроме титулов герцогов де Алькудия и Суэка, испанский король Карл IV пожаловал Мануэлю Годою титулы князя де ла Паса и барона Маскальбо. Мануэль де Годой получил титул князя де ла Паса в 1795 году от короля Карла IV, а 1808 году король Фердинанд VII подтвердил за ним этот княжеский титул.
Также Мануэль де Годой носил португальский титул графа де Эворамонте. Папа римский также пожаловал ему титул князя Бассано (во время своего пребывания в Риме он купил поместье Бассано ди Сутри, расположенное между Римом и Витербо).
В 1807 году испанский король Карл IV пожаловал титул герцога Альмодовар-дель-Кампо Диего Годою-и-Альваресу-Фариа (1758—1841), брату Мануэля де Годоя.

## Герцоги де Суэка
|                                           | Титул | Период                                    |
| Креация создана королём Испании Карлом IV | Креация создана королём Испании Карлом IV | Креация создана королём Испании Карлом IV |
| ----------------------------------------- | --- | ----------------------------------------- |
| I                                         | Мануэль Годой-и-Альварес-Фариа (12 мая 1767 — 41 октября 1851), 3-й сын Хосе де Годоя-и-Санчеса-де-Риоса (1731—1805)                                                                                | 1804—1851                                 |
| II                                        | Карлота Луиза де Годой-и-Бурбон (7 октября 1800 — 13 мая 1886), единственная дочь предыдущего от первого брака                                                                                      | 1851—1886                                 |
| III                                       | Карлос Русполи-и-Альварес-де-Толедо (1 марта 1858 — 10 ноября 1936), старший сын Адольфо Русполи-и-Годоя (1822—1914), 2-го герцога Алькудия, и Росалии Толедо-и-Сильва (1833—1865), внук предыдущей | 1886—1936                                 |
| IV                                        | Камило Карлос Адольфо Русполи-и-Каро (5 июня 1904 — 20 ноября 1975), единственный сын предыдущего                                                                                                   | 1936—1975                                 |
| V                                         | Карлос Русполи-и-Моренес (5 августа 1932 — 25 октября 2016), старший сын предыдущего | 1975—2016                                 |

## История герцогов де Суэка
- Мануэль Годой, 1-й герцог де Суэка, 1-й герцог Алькудия, и 1-й барон де Маскальбо. Также он получил титулы принца де ла Паса, принца ди Бассано и 1-го графа де Эворамонте.

1. 1-я жена: Мария Тереса де Бурбон-и-Вальябрига (1779—1828), старшая дочь кардинала-инфанта Дона Луиса де Бурбона-и-Фарнесио (1727—1785), также 15-я графиня де Чинчон.
2. 2-я жена: Хосефа Тубо (1779—1869), более известная как Пепита Тудо, 1-я графиня де Кастелло Фиэль.

- Карлота Луиза де Годой-и-Бурбон, 2-я герцогиня Суэка, 2-я графиня де Эворамонте, 16-я графиня Чинчон, 2-я маркиза де Боадилья-дель-Монте, грандесса Испании первого класса. Единственная дочь Мануэля де Годоя от первого брака.

1. Муж: итальянский аристократ Камило Русполи (1788—1864), сын Франческо Русполи, 3-го князя ди Черветери, и графини Марии Леопольдины фон Кевенхюллер-Меч

- Карлос Русполи де Альварес де Толедо, 3-й герцог де Суэка, 3-й герцог де Алькудия, 17-й граф де Чинчон и 4-й граф де Эворамонте (Португалия), гранд Испании первого класса

1. 1-я жена: Мария дель Кармен Каро-и-Каро (1865—1907), дочь Карлоса Каро-и-Альвареса-де-Толедо, графа де Кальтавутуро, и Марии де ла Энкарнасьон Каро-и-Гумусио, маркизы де ла Романа
2. Мария Хосефа Пардо-и-Мануэль-де-Вильена (1869—1976), 10-я графиня де Гранха-де-Рокамора, из семьи графов Виа Мануэль. Ему наследовал единственный сын от первого брака:

- Карлос Русполи-и-Каро, 4-й герцог де Суэка, 4-й герцог де Алькудия, 5-й маркиз де Боадилья-дель-Монте, гранд Испании первого класса

1. Жена: Мария Белен Моренес-и-Артеага, 18-я графиня де Баньярес (1906—1999), из семьи графов де Вильяда и маркизов де Аргуэсо. Ему наследовал его старший сын:

- Карлос Русполи-и-Моренес, 5-й герцог де Суэка, 5-й герцог де Алькудия, 19-й граф де Чинчон, гранд Испании первого класса

1. Жена: Мария дель Росарио Хербош-и-Уидобро (род. 1943), от брака с которой детей не имел.